# Ґері Робертсон (веслувальник)
Ґері Робертсон (англ. Gary Robertson, 12 квітня 1950) — новозеландський академічний веслувальник.
Олімпійський чемпіон 1972 року в складі вісімки.
Бронзовий призер Чемпіонату світу 1970 року в складі вісімки.
Чемпіон Європи 1971 року в складі вісімки.